# Львовский завод кинескопов

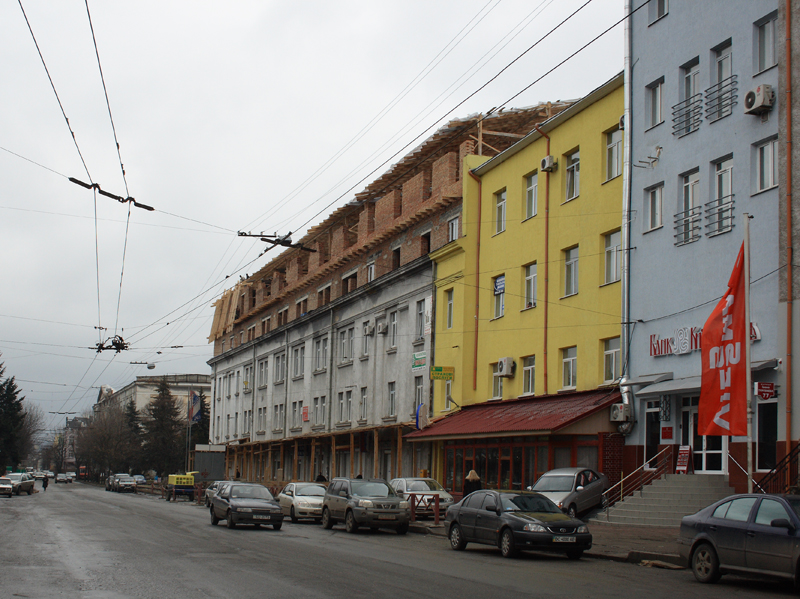
Бывшие корпуса завода «Кинескоп»

Львовский завод кинескопов — прекратившее деятельность промышленное предприятие Львова.

## История
Предшественником предприятия являлась созданная в 1930-е годы во Львове польская фирма «Полюкс», 80 рабочих которой собирали электролампы малой мощности из привозных деталей и полуфабрикатов.
В 1940 году на базе мастерской началось создание завода, однако вскоре после начала Великой Отечественной войны город оказался на оккупированной территории.

### 1954—1991
13 декабря 1944 года ЦК ВКП(б) и СНК СССР приняли постановление о индустриализации Львова, в соответствии с которым в апреле 1945 года ЦК КП(б)У и СНК УССР приняли постановление «О восстановлении и развитии промышленности, транспорта и городского хозяйства города Львова», предусматривавшее создание в городе электролампового завода.
В 1954 году при помощи со стороны Московского электролампового завода во Львове был создан Львовский электровакуумный завод. В 1954 году здесь параллельно с производством электроламп впервые в СССР было освоено массовое производство металлостеклянных электронно-лучевых трубок для телевизионных приёмников.
В 1958 году произведённый предприятием образец продукции — кинескоп с углом отклонения луча в 110 градусов — был удостоен «Гран-при» на международной выставке в Брюсселе.
В 1963 году завод освоил производство крупногабаритных кинескопов для телевизоров.
В 1964 году завод практически полностью перешёл на выпуск кинескопов.
В 1966 году за заслуги в создании новой техники и успешное выполнение производственного плана завод был награждён орденом Трудового Красного Знамени и получил новое наименование: «Львовский завод кинескопов».
В 1967 году предприятием был выпущен юбилейный, десятимиллионный чёрно-белый кинескоп.
В 1967 году завод освоил выпуск первых в СССР крупногабаритных цветных кинескопов, в 1968 году начался их серийный выпуск. С целью обеспечить их массовое производство, была выполнена реконструкция предприятия с автоматизацией производственных процессов.
В связи с расширением социологических исследований, для социального развития коллектива на предприятии было создано социологическое бюро. В это же время завод получил японское оборудование фирмы Toshiba для создания цветного кинескопа.
В 1976 году завод стал головным предприятием Львовского производственного объединения «Кинескоп» (в состав которого вошли Львовский завод кинескопов и завод «Явор» в городе Стрый, в 1980-е годы в состав производственного объединения входил также завод электровакуумного стекла в городе Вольногорск Днепропетровской области).
В 1977 году завод освоил выпуск малогабаритного цветного кинескопа, на его базе было создано новое производство портативных переносных телевизоров «Электроника».
В 1981 году предприятие было награждено орденом Ленина. К этому времени заводом было освоено производство цельностеклянных кинескопов для телевизоров типа «Львов», «Верховина», «Сигнал», «Огонёк», «Электрон», «Горизонт», «Крым» и др.
К 1984 году Героями Социалистического Труда стали три работника завода (И. С. Марченко, Е. Л. Станицкая и А. Е. Фау).
В 1984 году основной продукцией завода являлись кинескопы, также предприятие выпускало малогабаритный цветной телевизор «Электроника Ц-430», осциллографические трубки и другие товары народного потребления.
К началу 1990-х годов на заводе работали 11 тысяч человек.

### После 1991
Разрыв хозяйственных связей, экономический кризис 1990-х годов, сокращение спроса на продукцию предприятия в условиях проникновения на внутренний рынок страны телевизионной техники иностранного производства, прекращение деятельности предприятий-заказчиков производимой продукции осложнили хозяйственное положение завода. На рубеже 1995—1996 гг. завод прекратил работу, в марте 1997 года по иску государственной налоговой инспекции в г. Львове было начато дело о банкротстве завода «Кинескоп». 10 ноября 1999 года суд вынес постановление о признании ОАО «Кинескоп» банкротом. 6 апреля 2000 года на аукционе началась распродажа имущества завода.
В дальнейшем, производственные цеха и здания завода были снесены.
В 2002 году на территории завода была построена Свято-Троицкая церковь.